# إكسبرس جي إس
إكسبرس جي إس (بالإنجليزية: Express.js)‏ هو إطار عمل لبناء تطبيقات الويب الخلفية مبنى على بيئة نود.جي إس، تم تطويره سنة 2010، ويعتبر إطار عمل الخادم المعيار الفعلي لنود.جي إس.

## تاريخ
يعتبر الإصدار 0.12 أول إصدار لإكسبرس جي إس، كان ذلك في 22 مايو 2010.